# Burnley F.C.
Burnley Football Club je angleški nogometni klub iz mesta Burnley. Ustanovljen je bil leta 1882 in trenutno igra v 2. angleški ligi, ko je po sezoni 2021/22 bil relegiran  iz Premier League
Burnley je bil dvakrat angleški prvak (v sezonah 1920/21 in 1959/60), leta 1914 je osvojil FA pokal in v letih 1960 in 1973 Community Shield pokal. V evropskih tekmovanjih pa je leta 1961  dosegel četrtfinale Evropske lige, kjer ga je izločil Hamburg. Burnley pa je tudi eden od treh angleških klubov (poleg Wolverhampton Wanderersov in Preston North Enda), ki so osvojili naslove v vseh štirih angleških nogometnih divizijah.
Burnleyjev domači stadion je Turf Moor, ki sprejme 21.401 gledalca. Barvi dresov sta modra in rdeča. Nadimek nogometašev je The Clarets.
Burnley pa je tudi eden od ustanovnih klubov angleške nogometne lige.